# Модель сейсмического воздействия «СА-482»
Модель сейсмического воздействия «СА-482»   —  совокупность универсальных  характеристик, предназначенных  для расчётов сейсмостойкости  наземных  объектов,  состоящая  из обобщённых  спектров коэффициента динамичности (СКД) и  синтезированной акселерограммы (СА-482).

## Спектры коэффициента динамичности
Обобщённые СКД  представляют собой результат объединения  большого количества  данных  о спектрах ответа  акселерограмм землетрясений и были получены на основе следующих условий.   
- Рассматривались  данные  НПО ЦКТИ, осредненные  спектры  Н. Ньюмарка [1],  Э. Х. Ванмарке (США) [2],  Т. Катояма (Япония) [3],  а  также  спектры  из нормативных  документов указанных стран. Все эти данные были опубликованы и  широко применялись на практике  в 1980-х годах.
- На основе  обобщения  наиболее многочисленной группы спектральных  кривых,  полученных  для относительного демпфирования  k = 0,05 (частных спектров ответа),  были  установлены  границы их  максимума и минимума  в  диапазоне  частот  0,2—50 Гц.  В пределах этих границ были определены  вероятностные уровни не превышения,  изменяющиеся  от 0  (чуть выше линии спектрального максимума)  до 1  (у  линии минимума).
- За оптимальный нормативный  уровень  (базовый СКД) была принята  спектральная кривая,  соответствующая  вероятности не превышения  0,2  и  несколько приподнятая  (спрямленная)  в жёсткой частотной зоне спектра.  Далее,  с учетом  осредненных  соотношений частных  спектров при  значениях  демпфирования  сейсмоосциллятора  0,02 и 0,05,   от  базового СКД   были отмерены  более высокие спектральные  уровни  СКД  для  k = 0,02   в  мягкой (0,1—1 Гц), резонансной (1—10 Гц)  и  жёсткой (10—30 Гц)  частотных зонах,  а  затем  подобрана синтезированная акселерограмма, которая  с  достаточной точностью  воспроизводила базовый СКД  для  k = 0,05 и  назначенные уровни СКД   для  k = 0,02.

## Синтезированная акселерограмма

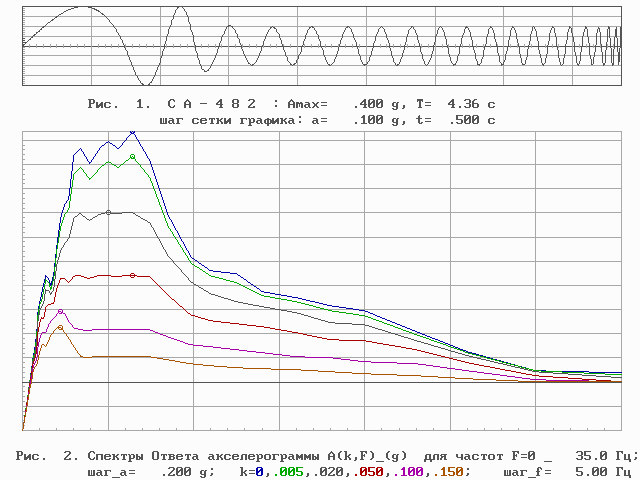
Синтезированная акселерограмма СА-482 и её спектры ответа

Данная  акселерограмма  создавалась по специальной методике. Рассматривался   квазисинусоидальный колебательный процесс  с непрерывно  и  определенным образом  возрастающей  частотой.  Задаваемая  в различных интервалах частоты скорость её изменения,  обеспечивала  требуемую глубину  резонанса  осциллятора  для выделенных частотных зон.  При этом  спектры ответа  в данных зонах  плавно  и непрерывно (без существенных провалов и пиков)   возрастали,  выходили на постоянный уровень и, наконец,  снижались.   В начале  процесса  амплитуда  акселерограммы  (Am) была  максимальной,  а затем  быстро снижалась  в два раза до своего нового значения.  В  окончательном  исполнении эта  синтезированная акселерограмма получила  наименование  СА-482  (версия 4, 1982 года).  Её  график  и  действительные  спектры ответа при  Am = 0,4g  показаны справа.
По этим  спектрам ответа были  достроены спектральные  кривые  к базовому СКД  (k = 0,05)  для  всех  остальных  основных  значений  относительного демпфирования k в интервале  0,005—0,15.   Таким образом  были окончательно сформированы  обобщенные  СКД  горизонтального сейсмического воздействия.  Совместно с СА-482  они  были включены  в отраслевой  РТМ 108.020.37-81   в  качестве  рекомендуемых  данных  для расчета  сейсмостойкости объектов атомных  электростанций.  Сканированный фрагмент  этого РТМ  с  изображением  обобщенных  сглаженных СКД   (в логарифмической шкале значений)  показан  ниже.   Рядом с ним  представлен фрагмент из того же  документа,  иллюстрирующий  сравнительный расчет поэтажных спектров ответа  в здании реактора  АЭС,  где  кроме  СА-482  применялись нормированные  к  Am = 0,2g   аналоговые акселерограммы землетрясений в Эль-Центро (США, N—S, 1940 г.),  Бухаресте (N—S, 1977)  и  Газли (N—S, 1976). 

Фрагменты из РТМ 108.020.37—81
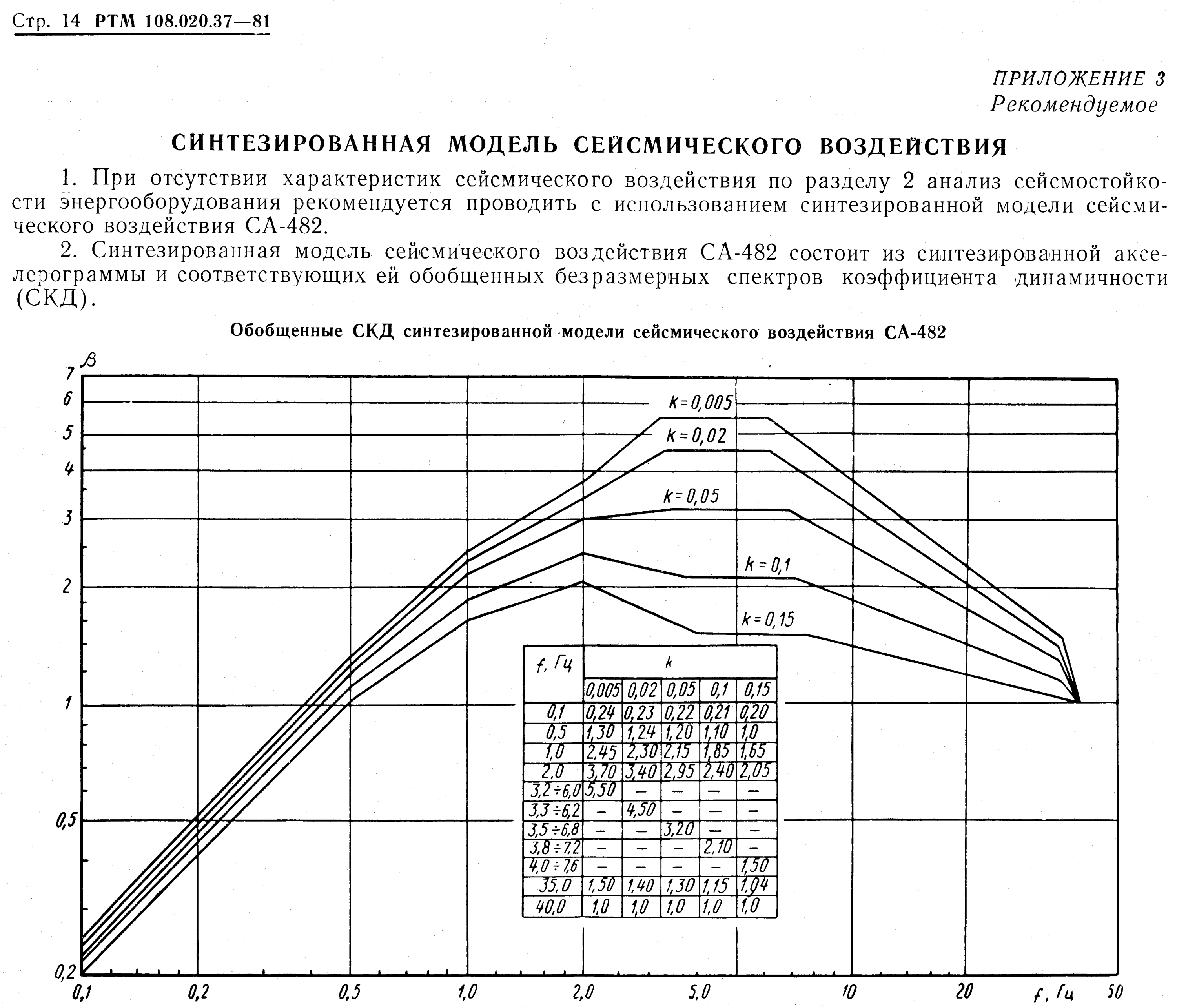
Обобщенные СКД синтезированной модели сейсмовоздействия СА-482
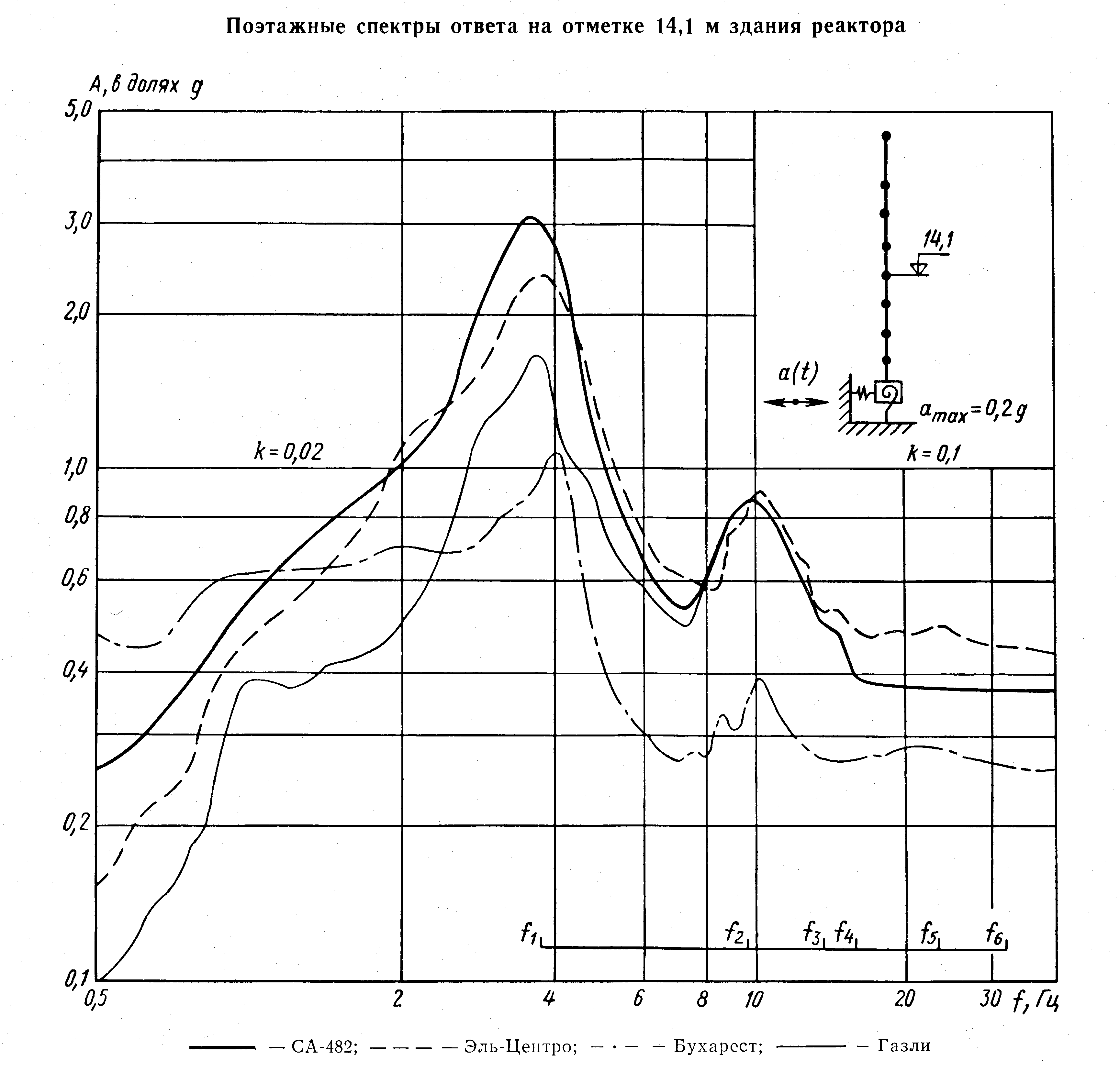
Поэтажные СКД на отметке здания реактора АЭС; f1, f2, … f6 — низшие собственные частоты модели объекта

## Особенности СА-482
Расчеты  поэтажных акселерограмм и спектров ответа подтвердили  возможность использования  СА-482   вместо аналоговых  акселерограмм.  При этом отмечаются её следующие  очевидные  преимущества.
- СА-482  не  избирательна  к собственным частотам объекта (f1, f2, …);  при  отклонениях их значений  в ту или другую сторону,  из-за конструктивных  изменений или  погрешностей моделирования,   уровни ответа объекта  (в том числе, поэтажных акселерограмм и спектров ответа)  на  это  воздействие  не будут иметь резких  изменений.  Аналоговые  акселерограммы, напротив,  являются  частотно—избирательными.  Ответная реакция объекта  при  таких воздействиях может сильно изменяться в зависимости от его собственных частот.
- СА-482  имеет малую продолжительность (4,3 с)  по сравнению с большинством аналоговых акселерограмм  (15—30 с),  что существенно снижает трудоемкость  расчетов и затраты времени.
- СА-482  обобщает в себе свойства всех типов акселерограмм:  низкочастотных  (Бухарест),  высокочастотных  (Газли)  и  среднечастотных  (Эль-Центро).  Её можно использовать вместо регламентируемой [Нормами] группы  аналоговых акселерограмм  (обычно, из  4—10 штук).
- У  синтезированной акселерограммы  СА-482   частный СКД  при k = 0  близок по значениям к частному СКД  при k = 0,005.  Следовательно её можно использовать для динамического анализа  систем, не учитывая в них  диссипацию энергии (относительное демпфирование), когда это является  очень проблематичным.  Консервативность таких расчетов не будет чрезмерной,  в отличие  от случаев применения большинства   реальных акселерограмм.
- С помощью трех  ортогональных  акселерограмм  СА-482  можно моделировать  синхронное   трехкомпонентное сейсмическое воздействие для  консервативных   расчётов  сложных пространственных  объектов.  Применение в этом качестве аналоговых акселерограмм  сопряжено со значительными неопределенностями  в подборе  компонент по их  частотным характеристикам,  длительностям,  интенсивностям,  фазовым сочетаниям,  моментам времени проявления  наибольшего влияния. Использование  группы совместных  трехкомпонентных записей акселерограмм  устраняет перечисленные выше неопределенности.  Однако такие записи чрезвычайно редки,  и они также не решают проблемы достаточной  консервативности (надежности) расчёта.

## Производная сейсмограмма

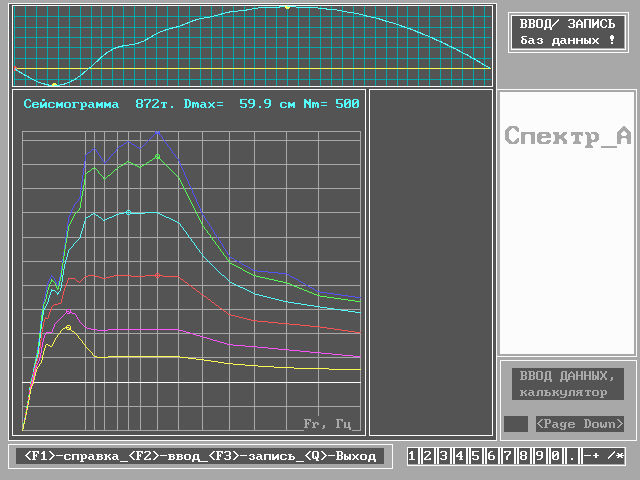
Сейсмограмма от СА-482 и её спектры ответа

На  графике слева  показана производная сейсмограмма, полученная от СА-482  (Am = 0,4g).  Максимальное отклонение (смещение от нулевой линии) сейсмограммы  составляет около 60 см  и  достигается  в  момент  времени  2,5 с.  Видно,  что сейсмограмма  от  квазисинусоидальной СА-482  не имеет ничего общего с графиком синусоидальных перемещений,  который получился бы от  акселерограммы–синусоиды.  Отклонение сейсмограммы СА-482  вполне соизмеримо с отклонениями производных сейсмограмм, получаемых  от аналоговых акселерограмм  той же интенсивности ускорения.  При этом  время  достижения максимума отклонения у неё, как и продолжительность,  в 2—4 раза  меньше. Это подтверждает  правомерность применения  СА-482  и  для  расчетов  особо низкочастотных систем,   для которых  необходимо корректировать акселерограмму воздействия,  путём  восстановления её из производной сейсмограммы.  Исходная (первичная)  и восстановленная  акселерограммы должны иметь  практически одинаковые спектры ответа  в  основном частотном диапазоне  (0,5—30 Гц).  Это  главный  показатель корректности  двойного  численного интегрирования  акселерограммы  и последующего дифференцирования  производной сейсмограммы.

## Оцифровка СА-482
Ниже  приведена  оцифровка  СА-482,  которая в таком виде может быть использована для динамического анализа сейсмостойкости  объекта с помощью различных методов  численного интегрирования.  Оцифровка дана в специальном текстовом MS DOS формате записи значений,  нормированных  по максимальной абсолютной величине  999.  В каждой строке, начиная с 11-й позиции,  размещаются 15 значений (по пять позиций на число).  В начале строки  для удобства чтения  указывается общий порядковый номер её первого значения.  Оцифровка  дается с постоянным шагом времени (0,005 с),  в ней  используется  два  масштабных  коэффициента:  первый (множитель) —  преобразует её к исходной физической  норме  ускорений (в долях g);   второй —  масштабирует акселерограмму к расчетному уровню.
```
 872/- значений .................................; Mасштаб.мн.__RM= .400500E-03
       1)   0  16  32  47  63  79  95 111 127 143 159 174 190 206 222
      16) 238 254 270 286 301 317 333 348 364 379 395 410 426 441 456
      31) 471 486 501 516 530 545 559 573 588 602 615 629 643 656 669
      46) 682 695 708 720 733 745 757 768 780 791 802 813 823 834 844
      61) 854 863 872 881 890 898 906 914 922 929 936 942 949 954 960
      76) 965 970 974 979 982 986 989 991 994 996 997 998 999 999 999
      91) 998 997 996 994 991 989 985 982 977 973 968 962 956 949 942
     106) 934 926 917 908 898 888 877 866 854 841 828 815 800 785 770
     121) 754 737 720 702 684 664 645 624 603 581 558 535 511 486 460
     136) 434 407 378 349 319 288 256 223 189 153 117  80  42   2 -38
     151) -80-122-165-209-254-299-344-389-434-478-521-563-604-643-682
     166)-718-753-786-817-846-873-897-919-939-956-970-982-990-996-999
     181)-999-995-989-979-967-951-932-911-886-858-827-793-757-718-676
     196)-632-585-536-485-432-377-320-262-203-142 -81 -19  43 105 168
     211) 230 291 352 411 470 526 581 633 683 730 774 815 852 886 915
     226) 941 962 978 990 997 999 996 987 974 955 931 902 868 828 784
     241) 735 682 624 562 497 428 356 279 199 120  44 -30-101-169-233
     256)-293-349-400-447-489-526-558-585-607-623-634-639-639-635-625
     271)-610-591-567-539-508-472-441-406-367-325-281-234-185-135 -84
     286) -33  19  70 120 169 216 261 303 343 378 410 438 462 482 496
     301) 506 512 512 507 498 484 465 442 415 384 349 311 271 228 182
     316) 136  88  40  -9 -57-105-151-196-239-280-318-353-384-411-435
     331)-454-468-477-482-482-476-466-451-431-406-378-345-309-269-226
     346)-181-134 -86 -36  14  64 113 161 208 252 294 332 367 398 424
     361) 446 463 475 481 482 478 468 453 433 408 379 345 307 265 220
     376) 173 124  73  21 -31 -83-134-183-231-275-317-354-388-417-441
     391)-460-473-481-482-478-468-453-431-405-373-337-296-252-205-155
     406)-103 -49   5  59 113 165 215 262 307 347 383 414 439 459 473
     421) 481 482 477 466 449 425 396 362 322 279 231 180 127  72  16
     436) -41 -97-151-204-254-301-343-381-413-440-460-474-481-482-475
     451)-462-442-416-383-345-302-254-203-148 -92 -33  25  84 141 197
     466) 249 298 342 381 415 442 463 476 482 481 472 456 432 402 366
     481) 323 276 224 168 110  50 -11 -73-133-190-245-296-343-383-418
     496)-445-465-478-482-479-467-448-420-386-345-298-246-189-129 -67
     511)  -4  60 123 183 241 294 343 385 420 448 468 480 482 476 462
     526) 438 407 368 322 271 214 152  88  23 -44-109-173-234-290-340
     541)-385-421-450-470-481-482-474-456-429-394-350-300-243-182-116
     556) -48  21  89 157 220 280 334 380 419 450 470 481 481 472 452
     571) 422 383 335 281 220 154  84  13 -59-130-198-262-320-370-413
     586)-446-468-481-482-471-450-418-377-326-268-203-133 -60  15  90
     601) 162 231 294 351 398 436 463 479 482 474 453 421 378 326 265
     616) 197 123  47 -31-109-183-253-316-372-417-451-473-482-478-461
     631)-432-390-338-276-206-130 -50  31 111 189 261 326 382 426 458
     646) 477 482 473 450 413 363 303 233 157  75 -10 -94-175-252-320
     661)-379-426-459-478-482-470-443-402-348-282-207-124 -38  50 137
     676) 219 294 359 412 451 475 482 473 447 405 349 281 202 116  25
     691) -66-156-240-315-379-429-464-481-480-461-424-371-304-225-137
     706) -43  52 146 234 313 380 431 466 482 478 454 412 353 278 192
     721)  98  -1-100-195-281-356-416-458-479-480-459-418-358-282-193
     736) -94   9 111 209 298 372 430 467 482 474 443 391 319 232 133
     751)  27 -81-185-279-360-423-465-482-474-442-387-310-217-113  -1
     766) 110 216 310 388 444 476 481 459 411 339 248 142  27 -89-201
     781)-301-384-443-476-481-455-402-324-225-112   9 129 242 339 415
     796) 464 482 469 425 352 255 140  14-113-234-338-418-468-482-460
     811)-402-311-195 -61  78 212 329 418 471 481 446 369 256 117 -36
     826)-187-319-419-474-477-425-323-181 -15 155 307 420 478 469 393
     841) 257  79-113-290-421-481-454-342-160  57 267 422 482 427 262
     856)  22-230-420-481-381-138 168 413 476 300 -52-389-467-167 311
     871) 460 -35
         Шаг оцифровки DTA=   .0050 с. Масштаб оцифровки RMA=   1.00
```